# Mi sei venuto a cercare tu
Mi sei venuto a cercare tu è un singolo della cantante italiana Alessandra Amoroso, pubblicato il 22 gennaio 2010 come terzo estratto dal primo album in studio Senza nuvole.

## La canzone
Si tratta del primo singolo della cantante in cui non è presente la collaborazione di Federica Camba e Daniele Coro. Il brano è stato infatti composto da Diego Calvetti e Marco Ciappelli e prodotto da Adriano Pennino ed è una ballata caratterizzata da una chitarra spagnoleggiante e da dei toni bassi nelle strofe, e dei toni piuttosto alti nel ritornello. La canzone si configura come un'intensa canzone d'amore che permette alla Amoroso di esprimere pienamente la sua vocalità.

## Promozione
Il brano viene estratto come terzo singolo, e reso - quindi - disponibile per l'airplay radiofonico il 22 gennaio 2010, in concomitanza con l'inizio del Senza Nuvole Live Tour.
La canzone viene presentata per la prima volta, insieme a quasi tutto l'album a cui appartiene, l'8 ottobre 2009 al Limelight di Milano, dove la Amoroso presenta il suo album in diretta in svariati cinema in Italia. La canzone non sarà, però, mai oggetto di performance da parte della cantante nelle diverse ospitate televisive. Il brano viene comunque inserito nella scaletta del Senza nuvole Live Tour.
Il brano viene inoltre inserito in una compilation del 2010, Radio Italia Top 2010.

## Tracce
1. Mi sei venuto a cercare tu – 4:05 (testo: Diego Calvetti, Marco Ciappelli – musica: Diego Calvetti)

## Formazione
- Alessandra Amoroso – voce
- Maurizio Fiordiliso – chitarra
- Cesare Chiodo – basso
- Adriano Pennino – tastiera, pianoforte
- Alfredo Golino – batteria
- Rossella Ruini, Fabrizio Palma – cori

## Classifiche
| Classifica (2010) | Posizione massima |
| ----------------- | ----------------- |
| Italia            | 29                |